# Clausocalanus ingens
Clausocalanus ingens is een eenoogkreeftjessoort uit de familie van de Clausocalanidae. De wetenschappelijke naam van de soort is voor het eerst geldig gepubliceerd in 1968 door Frost & Fleminger.